# Amara littoralis
Amara littoralis är en skalbaggsart som beskrevs av Mannerheim. Amara littoralis ingår i släktet Amara och familjen jordlöpare. Inga underarter finns listade i Catalogue of Life.